# O Castelo
O Castelo (Das Schloss no original) é um romance de Franz Kafka, escrito durante cerca de seis meses em 1922, porém lançado somente postumamente. O livro consiste na história de um agrimensor chamado K. (mesmo sobrenome do protagonista do livro O Processo) que é chamado por um conde de um local não especificado para prestar seus serviços. Contudo, por mais que tente, não consegue entrar no castelo, ficando na vila de fora do castelo ao longo da narração. Os monólogos do livro são vários (o livro possui mais de 400 páginas) e as personagens muitas vezes desmentem-se ou mostram variadas interpretações de um mesmo fato, o que provoca um clima de confusão ou simples falta de informação (por exemplo, a segunda carta do funcionário do castelo, Klamm, endereçada ao agrimensor K).
As principais personagens são K., o agrimensor protagonista; Frieda, uma balconista do bar do albergue dos senhores; Olga, de uma família socialmente decadente; Barnabás, irmão de Olga, sapateiro e correspondente do castelo com a vila; Klamm, alto funcionário do castelo; os ajudantes de K. e Pepi, uma empregada do Albergue dos Senhores.
As interpretações do livro são muitas, desde simplesmente uma crítica à burocracia estatal até uma visão religiosa, mais especificamente judaica. Há também uma visão psicológica dizendo que o castelo seria o inconsciente de K. e a vila sua consciência. Contudo, por se tratar de um autor do século XX, que vive as incertezas geradas pelo crescente processo de urbanização e pela Primeira Guerra Mundial, Kafka apresenta-nos um personagem que, assim como mais tarde Albert Camus nos revelará, não encontra respostas para suas interrogações humanas, perante um mundo em silêncio. Estaria ai, então, a sua crise existencial, pois através deste absurdo, não há a possibilidade de revoltar-se com o mundo, já que ao mesmo tempo que vai tomando conhecimento desta realidade, o personagem percebe que foi absorvido pela rotina.
O Castelo possui algumas similaridades com O Processo: por exemplo, os protagonistas dos dois livros (de mesmo sobrenome) são inicialmente perturbados pelo Estado por certo motivo, mas logo percebem a burocracia e os absurdos do sistema, perdendo-se em seus meandros. Contudo, enquanto em O Processo o Estado vai de encontro a Joseph K. — e impõe suas regras e suas condições sem oferecer qualquer possibilidade de diálogo — em O Castelo K. vai de encontro ao Estado. Porém, em ambos os casos, o resultado é o mesmo: a indiferença e, em muitos casos, o silêncio.